# Franz Kaspar von Franken-Siersdorf

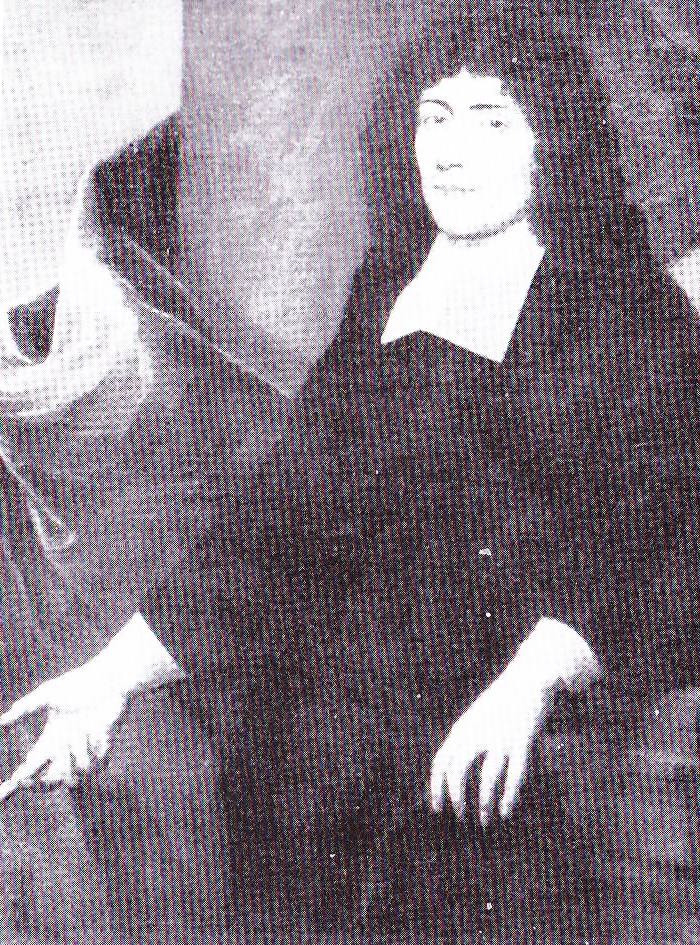
Franz Kaspar von Franken-Siersdorf

Franz Kaspar von Franken-Siersdorf (auch: Franz Caspar von Francken-Siersdorf; * 22. November 1683 in Köln; † 6. Februar 1770 ebenda) war Weihbischof in Köln und Theologieprofessor an der alten Universität Köln.

## Leben
Franz Kaspar von Franken-Siersdorf stammte aus dem Adelsgeschlecht Francken-Sierstorpff und war das jüngste von 12 Kindern des kurkölnischen Hofrates Andreas Francken von Sierstorpff und dessen Frau Catharina Magdalena, geb. von Buschmann, und wurde  am Tag nach seiner Geburt in der Kölner Kirche St. Aposteln getauft. Schon als Kind für die geistliche Laufbahn bestimmt, begann er 1691 seine Schulausbildung und erhielt bereits am 29. September 1697 ein Eignungszeugnis für sein erstes Kanonikat. Dieses erlangte er 1699 an St. Severin in Köln. Nachdem er am 22. Dezember 1703 zum Subdiakon geweiht worden war, brach er 1704 zum Studium nach Rom auf. Im September 1706 zurückgekehrt, wurde er am 3. Oktober 1706 in Köln zum Diakon geweiht. Schon kurz darauf begab er sich erneut zum Studium nach Rom und promovierte am dortigen Collegium Sapientiae am 13. Oktober 1710 zum Dr. jur. utr. Hierauf kehrte er endgültig in seine Heimat zurück. Bereits am 24. Oktober 1705 hatte er an St. Severin die Stellung eines Scholasters erlangt. 1711 wurde er Professor der juristischen und an der Artistenfakultät der mittelalterlichen Universität zu Köln und als Nachfolger seines Bruders Peter Josef von Franken-Siersdorf Regens der Bursa Laurentiana. Nachdem er am 2. Juli 1712 die Priesterweihe empfangen hatte, trat er am 23. April 1713 auch die Nachfolge seines Bruders als Domherr in Köln an. Nachdem er am 3. September 1717 zum Dechanten an St. Severin gewählt worden war, erlangte er ein Kanonikat an St. Maria im Kapitol und am 7. Januar 1726 ein weiteres an St. Ursula, auf welches er jedoch am 24. Juli 1739 zugunsten seines Cousins Ferdinand Eugen von Franken-Siersdorf verzichtete. Auch war er vom 14. Oktober 1720 bis zum 18. Oktober 1724 Rektor der Kölner Universität und seit dem 28. August 1723 Klosterkommissar im Schwesternkloster Bethlehem in Köln.
Zwischen dem 31. Oktober 1723 und dem 12. November 1723 designierte Erzbischof Joseph Clemens von Bayern Franken-Siersdorf zum Weihbischof. Durch den Tod von Papst und Erzbischof verzögerte sich seine Ernennung zum Titularbischof von Rodiopolis bis zum 12. Juni 1724, so dass sein Bruder Peter Josef, nun Bischof von Antwerpen, ihm erst am 30. Juli 1724 in seiner Hauskapelle zu Antwerpen die Bischofsweihe spenden konnte; Mitkonsekratoren waren Jakob Hesche von Vellers, Zisterzienserabt in Namur, und Gerhard Rudens, Zisterzienserabt von Locus d. Bernardi.

## Wirken als Bischof
Seit 1736 Kommissar für das Kölner Priesterseminars, gingen von ihm wichtige geistliche Impulse aus. In Klerus und Kapitel galt er, der 1730 auf das Amt des Regenten verzichtete, als gelehrter, sittenreiner und einflussreicher Mann.
Am 24. Juli 1743 gab er dem Vilicher Pfarrer Conrad Broichhausen den Auftrag, in Hangelar die Kapelle einzusegnen.
Am 2. August 1750 benedizierte er gemeinsam mit Ambrosius Specht, dem gewählten Gladbacher Benediktinerabt, in seiner Hauskapelle Gabriel Hilger als Steinfelder Abt.
1753 besuchte er anlässlich einer Firmreise Brilon. Am oberen Tor versammelte sich der Magistrat um den auf der Reise von Winterberg befindlichen Bischof zu empfangen. Er wurde „mit fliegenden Fahnen, klingendem Spiel und einer Salve aus Musketen“ begrüßt. Am nächsten Tag firmte er die Firmlinge.
Im Jahre 1752 resignierte er auf sein Kanonikat und sein Amt als Stiftsdechant an St. Severin und auch auf sein Domkanonikat resignierte er 1764 zugunsten seines Neffen Ferdinand Eugen von Franken-Siersdorf.